# Косовафільм
«Косовафільм» (алб. «Kosovafilmi») — організація з виробництва, розповсюдження та показу фільмів частково визнаної держави Косово. Кінокомпанія створювала короткометражні, документальні, мультиплікаційні, а згодом і художні фільми. У 1969 році «Косовафільм» зробила свою першу спільну продукцію з «Filmske Novosti», після чого компанія розпочала співпрацю з кількома іншими великими балканськими кінокомпаніями.

## Історія
Була заснована 20 лютого 1969 року рішенням Асамблеї Косова. Першим директором був Абдуррахман Шала. Згодом «Косовафільм» очолював Азем Шкрелі, за період якого були зняті найуспішніші та найкращі фільми, потім Джеват Коррадж, Екрем Криєзію. Нинішнім директором «Косовафільм» є Гані Мехметадж. Кіностудія розвинула свою діяльність у виробничому секторі, створюючи короткометражні, документальні та пізніше художні фільми. У 1969 році «Косовафільм» здійснив першу копродукцію з Filmske Novosti, Avala Film та іншими. У 1971 році був створений сектор кінопрокату: купівля та продаж фільмів і демонстрація їх з ексклюзивними правами всією колишньою Югославією. Закупив і продав 200 художніх фільмів іноземного виробництва, переважно західного.